# 더그 맥케온
더그 매키언(Doug McKeon, 영어 발음: /məˈkiːən/, 1966년 6월 10일 ~ )은 미국의 배우, 각본가이다.

## 출연 작품
- LBJ (2016년)
- 네 무덤에 침을 뱉어라 3 (2015년)
- 크리티컬 매스(영어판) (2000년)
- 써브 다운 (1997년)
- 카운터 피트 (1996년)
- Without Consent (1994)
- 브레이킹 홈 (1987년)
- 첫경험 (1985년)
- 심야의 탈출 (1981년)
- 황금 연못 (1981년)
- 더 컴백 키드 (1980년)